# Neope lacticolora
Neope lacticolora är en fjärilsart som beskrevs av Hans Fruhstorfer 1908. Neope lacticolora ingår i släktet Neope och familjen praktfjärilar. Inga underarter finns listade i Catalogue of Life.